# 横田村 (富山県)
横田村（よこたむら）は、かつて富山県射水郡にあった村。
村名は横田宗右衛門がこの地を開いたとの伝承による。

## 沿革
- 1503年（文亀3年）2月12日 - 室町幕府奉公衆の大舘持房の所領の中に越中横田の名がある。（「大館持房行状」三浦周行所蔵文書より）
- 1582年（天正10年） - 佐々成政により、横田・四屋川原が諏訪三郎兵衛の知行地となる。（「知行宛工状」佐野家文書）
- 1889年（明治22年）4月1日 - 町村制の施行により、射水郡横田村の区域の一部、四ツ屋川原村、内免新村、開発新村、甲島村、羽広村、開発村の区域の一部、鷲島新村の区域の一部、鴨島村の区域の一部の区域をもって、射水郡横田村が発足する。当時は隣接する西条村と組合役場を設けていた[2]。
- 1896年（明治29年） - 西条村との組合役場を解散[3]。同年、庄川の洪水で建物流失130余、耕地流荒60余町の被害を受ける。以降1919年（大正8年）までに全村約353haの耕地整理が完了する[1]。
- 1908年（明治41年） - 富山県下最初の購買販売利用組合を設立[1]。
- 1928年（昭和3年）6月1日 - 横田村が高岡市に編入する。現在は高岡市内の町名として存在する。